# Quédillac
Quédillac é uma comuna francesa na região administrativa da Bretanha, no departamento Ille-et-Vilaine. Estende-se por uma área de 26,79 km². Em 2010 a comuna tinha 1 207 habitantes (densidade: 45,1 hab./km²).